# Theodoros Komnenos Dukas
Theodoros Komnenos Dukas († po roce 1253) byl epirský despota v letech 1215 až 1230 a v roce 1224 byl v Soluni korunován císařem. Krátce po začátku své vlády dobyl většinu Makedonie a Thesálie a posléze se zmocnil soluňského království. Po porážce v bitvě u Klokotnice upadl do bulharského zajetí. Během něho se zapojil do nezdařeného spiknutí proti Ivanu II. Asenovi, načež byl oslepen.